# Reacció en cadena de la polimerasa
La reacció en cadena de la polimerasa (coneguda com a PCR, les sigles angleses de polymerase chain reaction) és una tècnica de biologia molecular l'objectiu de la qual és obtenir un gran nombre de còpies d'un fragment d'ADN específic a partir d'una quantitat mínima. Avui en dia, la tecnologia és capaç de fer-ho a partir d'una sola còpia. El procés fou descobert el 1983 per Kary Banks Mullis, guardonat amb el Premi Nobel de Química.
Aquesta tècnica serveix per amplificar un fragment d'ADN. La seva utilitat rau en el fet que després de l'amplificació resulta molt més fàcil identificar amb una gran precisió els virus o organismes que causen les malalties. També serveix per identificar cadàvers i per la investigació científica sobre l'ADN amplificat. Aquests usos derivats de l'amplificació l'han convertit en una tècnica molt estesa, amb el consegüent abaratiment de l'equip necessari per dur-la a terme.
En el camp d'aplicacions de la tècnica PCR es poden citar: clonació d'ADN aplicada a la seqüenciació d'ADN, clonació i manipulació de gens, mutagènesi gènica; construcció de basats en l'ADN  filogènies o anàlisi funcional de gens;  diagnòstic i  seguiment de malalties hereditàries; amplificació de mostres escasses d'ADN; anàlisi d'empremtes genètiques per al perfilatge d'ADN (per exemple, en ciències forenses i proves de paternitat); i detecció de patògens en proves d'àcid nucleic per al diagnòstic de malalties infeccioses.

## Història

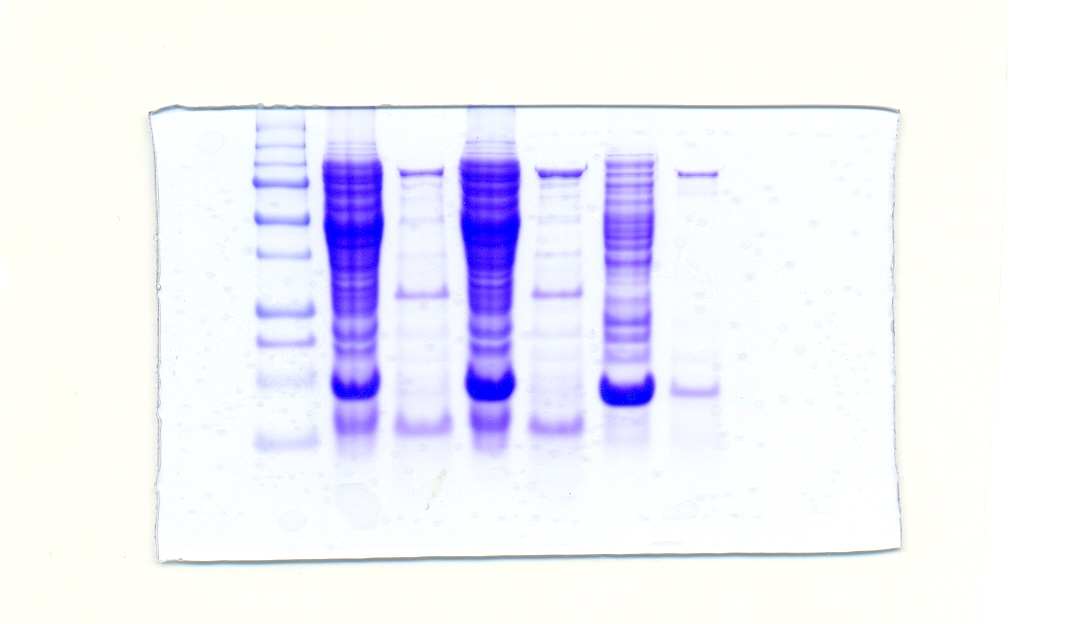
Electroforesi de proteïnes SDS-PAGE resolent la Taq polimerasa.

El 1971, un article publicat per Klepp et al. a Journal of Molecular Biology descrigué per primera vegada un mètode que utilitzava enzims per replicar una seqüència petita d'ADN amb encebadors in vitro. Tanmateix, aquest primer exemple del principi bàsic de la PCR no rebé gaire atenció i la invenció de la reacció en cadena de la polimerasa el 1983 és atribuïda generalment a Kary Mullis.
Un concepte que cal tenir en compte en la PCR és que l'ADN polimerasa que s'utilitza ha de ser capaç de suportar les altes temperatures de més de 90 °C necessàries per a la separació dels dos brins d'ADN de la doble hèlix després de cada cicle de replicació. Les ADN polimerases utilitzades originalment als experiments in vitro previs a la PCR no eren capaces de suportar aquestes altes temperatures, de manera que els primers procediments per replicar l'ADN eren molt ineficients i llargs i requerien grans quantitats d'ADN polimerasa.
El descobriment l'any 1976 de la Taq polimerasa, una polimerasa d'ADN extreta de l'eubacteri termòfil Thermus aquaticus que viu a medis molt calents (50-80 °C), eliminà els grans inconvenients del mètode de la PCR. Aquesta ADN polimerasa és estable a altes temperatures, car roman activa fins i tot després de la desnaturalització de l'ADN, eliminant la necessitat d'afegir més polimerasa a la reacció després de cada cicle. Aquest descobriment permeté l'automatització del procés, abans tant tediós, acoblat a l'ús del termociclador.
Alhora que es desenvolupava la PCR el 1983, Mullis treballava a Emeryville (Califòrnia) per una de les primeres empreses biotecnològiques, Cetus Corporation, on s'encarregava de sintetitzar cadenes curtes d'ADN. Mullis afirmà que concebé la idea de la PCR una nit mentre recorria en cotxe l'Autopista de la Costa del Pacífic. Estava imaginant una nova forma d'analitzar mutacions en l'ADN quan s'adonà que, en lloc d'això, havia inventat un mètode per amplificar regions específiques d'ADN mitjançant cicles de duplicació repetits utilitzant ADN polimerases. Mullis atribueix la invenció d'aquesta tècnica als efectes de la droga psicodèlica i al·lucinògena LSD.
Mullis resumí el procediment a la revista Scientific American: "Començant amb una única molècula del material genètic d'ADN, la PCR pot generar 100.000 milions de molècules iguals en una tarda. La reacció és fàcil, car no requereix més que un tub d'assajos, uns quants reactius simples i una font de calor." Fou guardonat amb el Premi Nobel de Química del 1993 per la seva invenció i, set anys després, ell i els seus companys de Cetus dugueren a la pràctica la seva proposta.

### Guerres de patents
La tècnica de la PCR fou patentada per Cetus Corporation, on Mullis treballava quan la inventà l'any 1983. L'enzim Taq polimerasa també fou blindada amb patents. Hi hagué diversos plets relacionats amb la tècnica, incloent-hi un plet fracassat encetat per DuPont. La companyia farmacèutica Hoffmann-La Roche adquirí els drets de les patents el 1992 i actualment conserva les que encara estan protegides.

## Fonaments i importància
Aquesta tècnica es basa en la propietat natural de les ADN polimerases per replicar brins d'ADN, utilitzant cicles que alternen temperatures altes i baixes per separar entre ells els brins d'ADN formats després de cada fase de replicació i, a continuació, deixant que es tornin a unir a les polimerases per tornar-se a duplicar.
Inicialment la tècnica era lenta, car les polimerases es desnaturalitzaven en realitzar els canvis de temperatura i calia afegir més polimerases a cada cicle. Com que les temperatures del cicle (95 °C a les fases de desnaturalització de l'ADN) comporten la desnaturalització immediata de gairebé qualsevol proteïna, es fan servir ADN polimerases termoestables extretes de microorganismes adaptats per viure a aquestes temperatures, destructives per la majoria d'éssers vius. Aquests microorganismes, generalment arqueus, són: Thermus aquaticus (polimerasa Taq), Pyrococcus furiosus (PFU), Thermococcus litoralis (Vent) i Thermus termophilus (Tth). Generalment s'utilitzen mescles de polimerases molt processades (Taq) amb altres amb correcció d'errors (PFU, Vent).

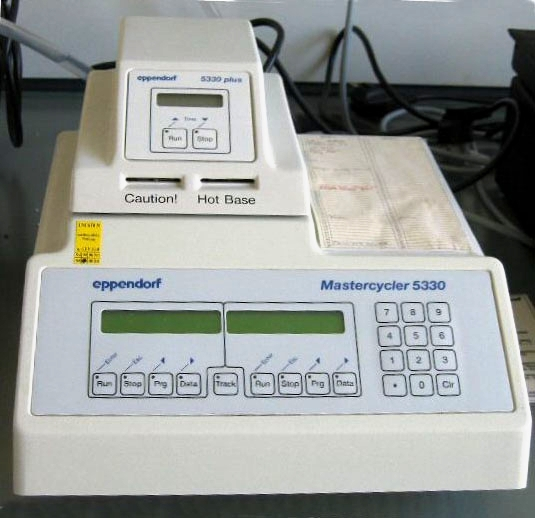
Un termociclador, l'aparell en què s'efectua una PCR convencional

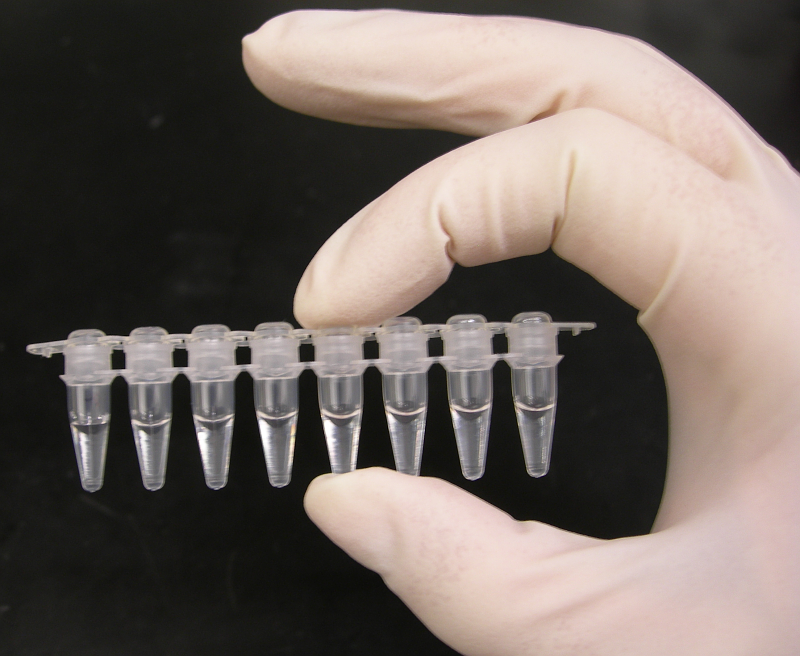
Tubs de PCR que contenen la barreja en un volum total de 100 μL

Avui en dia, tot el procés de la PCR està automatitzat mitjançant un aparell anomenat termociclador, que permet escalfar i refredar els tubs de reacció per controlar la temperatura necessària a cada etapa de la reacció (vegeu més avall). Molts termocicladors moderns utilitzen l'efecte Peltier, que permet tant escalfar com refredar els tubs simplement invertint el corrent elèctric. Els tubs utilitzats a les PCR tenen una paret molt fina que afavoreix una bona conductivitat tèrmica, permetent assolir ràpidament l'equilibri tèrmic. Gairebé tots els termocicladors tenen un sistema que escalfa la tapa de tancament per tal d'evitar condensació sobre els tubs de reacció. Els termocicladors més antics que no tenien aquest sistema solucionaven el problema de la condensació amb una capa d'oli a la part superior de la mescla de reacció o una mica de cera dins dels tubs.
En general, la PCR és una tècnica comuna i normalment indispensable en un laboratori d'investigació mèdica i biològica per una gran varietat d'aplicacions, que inclouen la clonació d'ADN per la seva posterior seqüenciació, la filogènia basada en l'ADN, l'anàlisi funcional de gens, el diagnòstic de trastorns hereditaris, la identificació d'empremtes genètiques (utilitzada en tècniques forenses i tests de paternitat) i la detecció i diagnòstic de malalties infeccioses.

## Reactius
La tècnica requereix els reactius següents:
- Desoxinucleòtids trifosfats (dNTP), el substrat per la polimerització del nou ADN.
- Dos encebadors oligonucleòtids, cadascun dels quals és complementari a un dels dos brins d'ADN. Són seqüències curtes d'entre 6 i 40 nucleòtids, normalment entre 18 i 22, que són reconegudes per la polimerasa permetent iniciar la reacció. Han d'estar situats l'un davant l'altre i a poca distància. Delimiten la zona d'ADN per amplificar.
- Ions divalents. Se sol utilitzar magnesi (Mg+2), agregat comunament en forma de clorur de magnesi (MgCl₂) o un altre catió divalent. També es pot emprar manganès (Mn+2) per mutagènesi de l'ADN mitjançant PCR, car les altes concentracions de Mn+2 incrementen la taxa d'error durant la síntesi d'ADN. Actuen com a cofactors de la polimerasa.
- Ions monovalents, com el potassi.
- Una solució amortidora que manté el pH adequat pel funcionament de l'ADN polimerasa.
- ADN polimerasa o mescla de diferents polimerases amb temperatura òptima al voltant de 70 °C (la més comuna és la Taq polimerasa).
- ADN motlle, que conté la regió d'ADN per amplificar.
- Termociclador, l'aparell que manté la temperatura necessària a cadascuna de les etapes que formen un cicle.

## Cicle d'ampliació

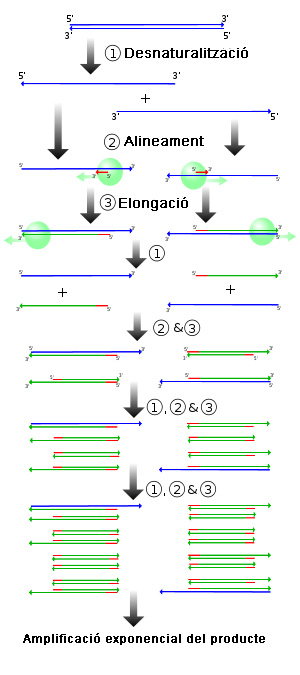
Esquema general de la PCR.

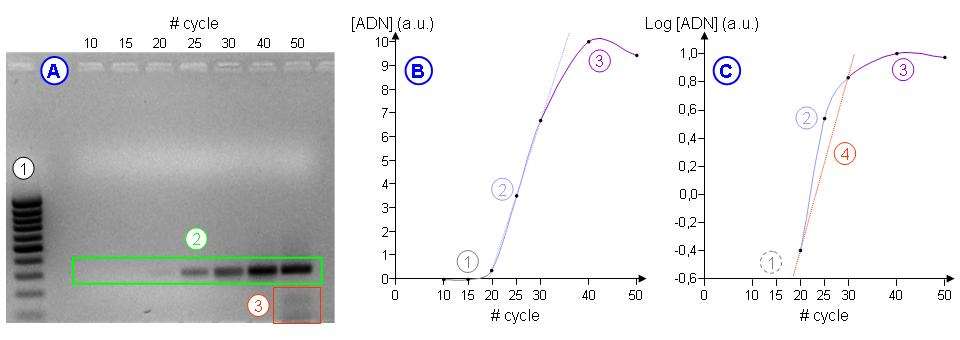
Grau d'amplificació segons el nombre de cicles emprats. A: gel d'agarosa (1: escala, 2: producte específic, 3: producte inespecífic); B concentració d'ADN al llarg del temps; C logaritme de la concentració d'ADN al llarg del temps.

El procés de la PCR consisteix en general en una sèrie de 20 a 35 canvis repetits de temperatura anomenats cicles; cada cicle sol consistir en 2-3 passos a diferents temperatures. La PCR comuna es realitza amb cicles que tenen tres passos de temperatura. Els passos de cada cicle sovint són precedits per un xoc tèrmic (anomenat "temps de manteniment") d'alta temperatura (> 90 °C), i seguit per un altre temps de manteniment al final del procés per l'extensió de producte final o el breu emmagatzematge. Les temperatures utilitzades i el temps aplicat a cada cicle depenen d'una gran varietat de paràmetres, incloent-hi els enzims utilitzats per la síntesi de l'ADN, la concentració d'ions divalents, els dNTP a la reacció i la temperatura d'unió dels encebadors, així com la longitud de l'ADN que es desitja amplificar.
- Inicialització. Aquest pas consisteix a escalfar la reacció fins a una temperatura de 94-96 °C (o 98 °C si s'està utilitzant una polimerasa termoestable extrema), que es manté durant 1-9 minuts. Això només és necessari per a l'ADN polimerasa, que requereix l'activació per calor.[12]

- Desnaturalització. En primer lloc es desnaturalitza l'ADN (se separen els dos brins que el componen). Aquest pas es pot fer de diferents maneres; l'escalfament de la mostra a 94-95 °C és la més habitual. La temperatura a la qual es decideix realitzar la desnaturalització depèn, per exemple, de la proporció de GC de la cadena o de la seva llargada. Altres mètodes, rarament emprats en la tècnica de la PCR, serien l'addició de sals o agents químics capaços de realitzar la desnaturalització.

- Alineament/unió de l'encebador. A continuació es produeix la hibridació de l'encebador, és a dir, l'encebador és acoblat a la seva seqüència complementària de l'ADN motlle. Per fer-ho, cal baixar la temperatura a 50-65 °C durant 20-40 segons (segons el cas), permetent així l'alineament. Els ponts d'hidrogen estables entre les cadenes d'ADN (unió ADN-ADN) només es formen quan la seqüència de l'encebador és molt similar a la de l'ADN motlle. La polimerasa uneix l'híbrid de la cadena motlle i l'encebador i comença a sintetitzar ADN. Els encebadors actuen com a límits de la regió de la molècula per amplificar.

- Extensió/elongació de la cadena. L'ADN polimerasa compleix la seva funció, prenent l'ADN motlle per sintetitzar la cadena complementària i partint de l'encebador com a suport inicial necessari per la síntesi del nou ADN. Per realitzar aquest procés cal que la mostra estigui a una temperatura de 75–80 °C.[13][14] La polimerasa sintetitza una nova cadena d'ADN complementària a la cadena motlle afegint els dNTP complementaris en direcció 5' → 3', unint el grup 5' -fosfat dels dNTP al grup 3'- hidroxil del final de la cadena d'ADN creixent. La temperatura d'aquest pas depèn de l'ADN polimerasa que es faci servir. Per la Taq polimerasa, la temperatura de màxima activitat raneja a 75-80 °C (habitualment 72 °C). El temps d'extensió depèn tant de l'ADN polimerasa utilitzada com de la longitud del fragment d'ADN per amplificar. Com a regla general, a la seva temperatura òptima, la polimerasa d'ADN és capaç de polimeritzar mil bases en un minut.

- Elongació final. Etapa única que es duu a terme a una temperatura de 70-74 °C durant 5-15 minuts després de l'últim cicle de la PCR. Assegura que qualsevol ADN de la cadena simple restant sigui totalment ampliada.

- Conservació. Aquest pas es duu a terme a 4-15 °C durant un temps indefinit per conservar la reacció a curt termini. La PCR es realitza normalment amb un volum de reacció de 15-100 μl en petits tubs de 0,2-0,5 mL que es col·loquen al termociclador. Per comprovar que la PCR ha generat el fragment d'ADN previst s'empren tècniques d'electroforesi que separen els fragments d'ADN generats segons la seva longitud, i, en menor mesura i depenent de la matriu emprada, la seva mida: típicament es fa servir l'electroforesi en gel d'agarosa per fragments grans, en acrilamida pels més petits i, de forma més ràpida i aplicable a la PCR associada al marcatge fluorescent, l'electroforesi capil·lar.[15] La mida dels productes de la PCR ve determinada per un marcador de pes molecular d'ADN que conté fragments d'ADN de mida coneguda i que s'afegeix al gel juntament amb els productes de PCR.

- Optimització de la PCR. A la pràctica, la PCR pot fallar per diverses raons, però normalment els errors són deguts a la seva sensibilitat a la contaminació, que a vegades provoca l'amplificació d'ADN "fals". Per això, s'ha desenvolupat un gran nombre de tècniques i processos per optimitzar la PCR:[16][17]

La contaminació amb ADN estranys es pot solucionar mitjançant protocols i procediments que separen les reaccions pre-PCR dels contaminants potencials de l'ADN. Això sol comportar la separació espacial de les àrees de realització de la PCR de les d'anàlisi o purificació dels productes de PCR, així com la neteja exhaustiva de la superfície de treball entre la realització d'una PCR i la següent. Les tècniques de disseny dels encebadors són importants per millorar l'obtenció de productes de PCR i evitar la formació de productes falsos, igual que l'ús de components alternatius pels amortidors o enzims polimerases que poden ajudar a amplificar regions d'ADN llargues o problemàtiques en un altre sentit.

## Tipus de PCR
- PCR imbricada. Tècnica de PCR molt sensible en què el producte d'una amplificació és utilitzat com motlle per realitzar una segona amplificació amb encebadors situats dins la primera seqüència amplificada. Aquest tipus de PCR és molt específic.

- PCR in situ. La PCR in situ consisteix en una reacció de PCR en seccions histològiques o cel·lulars, on els productes generats es poden visualitzar al punt d'amplificació. Es realitza sobre preparacions fixes en un portaobjectes. A la tècnica de PCR in situ es fa una primera amplificació d'ADN blanc i després una detecció mitjançant la hibridació in situ convencional amb sondes d'ADN/ARN. D'aquesta manera es poden detectar quantitats ínfimes del genoma. Aquesta tecnologia és molt útil per amplificar específicament una població de seqüències de menor representació.

- PCR múltiple. PCR en què s'amplifica més d'una seqüència en una mateixa reacció. Utilitza dos parells d'encebadors o més en un únic tub per tal d'amplificar simultàniament múltiples segments d'ADN. Consisteix a combinar en una única reacció tots els parells d'encebadors dels sistemes que es volen amplificar alhora, juntament amb la resta dels reactius de la reacció en quantitats suficients. Ofereix els avantatges d'obtenir la informació de diversos locus en una sola reacció, requerir una menor quantitat de motlle per l'anàlisi i una menor quantitat de reactius, i una ràpida construcció de la base de dades.

- PCR en transcriptasa inversa (RT-PCR). PCR en què el motlle inicial és ARN i és necessària una transcriptasa inversa, com la Tth, per convertir l'ARN en un tipus d'ADN anomenat ADNc (ADN complementari).

### PCR en temps real (qPCR)
La característica principal de la reacció de la PCR és que permet determinar la quantitat d'ADN o ARN presents a la mostra original o identificar amb una fiabilitat molt elevada mostres d'ADN específics a partir de la seva temperatura de fusió (també anomenat valor t, de l'anglès melting temperature).
Es pot dividir en les tècniques basades en fluorocroms no específics i tècniques basades en sondes específiques:
- En les tècniques basades en fluorocroms, l'ADN multiplicat a cada cicle s'uneix al fluorocrom (generalment SYBR Green) produint una fluorescència mesurada pel termociclador apte per la PCR en temps real. Només permet quantificar una sola seqüència per reacció, però presenta l'avantatge que utilitza encebadors normals per. És molt més econòmica que la PCR en temps real amb sondes específiques.
- Les tècniques basades en sondes específiques utilitzen una sonda unida a dos fluorocroms que s'hibrida a la zona intermèdia entre l'encebador anvers (forward) i el revers (reverse). Quan la sonda està intacta té lloc una transferència d'energia ressonant (FRET). Aquesta FRET no es produeix si la sonda està malmesa o els dos fluorocroms estan distants, producte de l'activitat de les 5'- 3' exonucleases de l'ADN polimerasa. Això permet monitorar el canvi del patró de fluorescència i deduir-ne el nivell d'amplificació del gen.

La majoria d'aquests inconvenients han estat resolts amb la introducció de la PCR realitzada en temps real (qPCR), que elimina qualsevol procés post-PCR, car monitora la progressió de l'amplificació en el moment en què s'està produint. A diferència de la PCR convencional (en punt final), que mesura l'acumulació ADN al final d'un nombre predeterminat de cicles, en la qPCR això es fa durant el procés d'amplificació mitjançant fluorescència, de manera que el seu augment és proporcional a la quantitat d'ADN formada. El procés es pot automatitzar fàcilment utilitzant un sistema que realitzi l'amplificació (termociclador) i que al seu torn sigui capaç de processar fluorescència. Hi ha una àmplia oferta d'aparells en el mercat, la majoria dels quals poden treballar amb les diverses opcions de marcatge fluorescent i són "oberts", és a dir, permeten programar les condicions d'amplificació i lectura de manera que el seu ús no estigui limitat a uns reactius determinats.

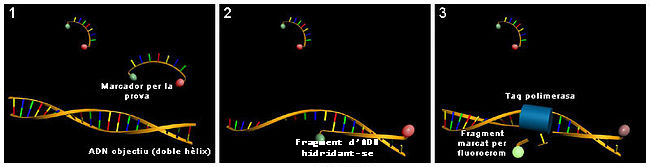
Tècnica TaqMan.

### Variacions de la PCR bàsica
- PCR al·lelospecífica: aquesta tècnica de diagnòstic o clonació es fa servir per identificar o utilitzar els polimorfismes d'una sola base (SNP).[19]
- PCR d'assemblatge: consisteix en la síntesi artificial de seqüències llargues d'ADN mitjançant una PCR en un fons d'oligonucleòtids llargs amb seqüències curtes que s'encavalquen.[20]
- PCR asimètrica: és utilitzada per amplificar una cadena de l'ADN original preferentment respecte de l'altra.[21][22]
- PCR de colònia: mitjançant aquesta tècnica, colònies bacterianes com les formades per Escherichia coli poden ser examinades ràpidament per construccions viables de vectors d'ADN.
- Amplificació helicasa-dependent: aquesta tècnica és molt semblant a la PCR convencional, però s'hi fa servir l'enzim helicasa i una temperatura constant en lloc de la polimerasa d'ADN i els cicles repetits de desnaturalització-extensió.[23]
- PCR hot-start: aquesta tècnica redueix l'amplificació inespecífica durant els primers passos de la PCR. Es pot fer de forma manual mitjançant l'escalfament dels components de reacció a la temperatura de fusió (per exemple, 95 °C) abans d'afegir-hi la polimerasa.[24] S'han desenvolupat sistemes d'enzims especialitzats per inhibir l'activitat de la polimerasa a temperatura ambient, o bé mitjançant la unió d'anticossos[12][25] o bé per mitjà de la presència d'inhibidors d'enllaços covalents que només es dissocien després d'un pas d'activació a alta temperatura. La PCR hot-start s'aconsegueix amb noves polimerases híbrides que romanen inactives a temperatura ambient i que s'activen instantàniement a la temperatura d'elongació.
- PCR específica d'intersecuencia (ISSR): es tracta d'un mètode de PCR que s'utilitza en la identificació genètica i que amplifica regions entre repeticions de seqüència simple per produir una empremta genètica única de longituds de fragments amplificades.[26]
- PCR inversa: és un mètode utilitzat per poder realitzar la PCR quan només es coneix una seqüència interna. Resulta molt útil en la identificació de seqüències que flanquegen insercions genòmiques.[27]
- PCR mediada per lligació: aquest mètode usa petits lligadors d'ADN units a l'ADN d'interès i múltiples encebadors per hibridar aquests lligadors.[28]
- PCR específica de metilació (MSP): s'utilitza per detectar metilacions en illes CpG d'ADN genòmic.
- Amplificació per sonda lligació-dependent múltiplex (Multiplex Ligation-dependent Probe Amplification o MLPA): permet amplificar diverses seqüències objectiu amb un únic parell d'encebadors, evitant així les limitacions de resolució de la PCR multiplex.[29]
- PCR quantitativa: és utilitzada per a mesurar la quantitat d'un producte de PCR (preferentment en temps real).
- PCR-TAIL: la PCR termal d'entrellaçat asimètric o TAIL és utilitzada per aïllar una seqüència desconeguda que flanqueja una seqüència coneguda.[30]
- PCR touchdown: es tracta d'una variant de la PCR que s'utilitza quan es desconeix la seqüència exacta dels extrems de la seqüència a amplificar, de manera que s'assumeix que pot existir alguna base desaparellada a l'alineament encebador-seqüència. La seva finalitat és reduir el fons inespecífic baixant gradualment la temperatura d'hibridació al llarg del progrés de la PCR.[31]
- PAN-AC: aquest mètode fa servir condicions isotermes per l'amplificació i pot ser utilitzat en cèl·lules vives.[32][33]

Universal Fast Walking: per la marxa del genoma i la identificació genètica mitjançant una PCR de "dues bandes" més específica que els enfocaments convencionals d'"una banda" (amb un sol encebador gen-específic i un encebador general –que pot provocar soroll artefactual) gràcies a un mecanisme que implica la formació d'estructures de llaç. Els derivats simplificats de UFW inclouen Lane RAGE (PCR niada llaç-dependent per l'amplificació ràpida d'extrems d'ADN genòmic), 5'RACE Lane i 3'RACE Lane.

## Aplicacions
La PCR té moltes aplicacions tant en ciència bàsica, com a eina de detecció i/o generació de patrimonis de fragments d'ADN d'interès, com en ciència aplicada, com a element resolutiu en si mateix, per exemple en el diagnòstic clínic.

### Investigació
La PCR convencional és la base de moltes de tècniques de laboratori per la seva robustesa i rapidesa. La PCR de punt final permet controlar i detectar els fragments d'ADN d'interès.

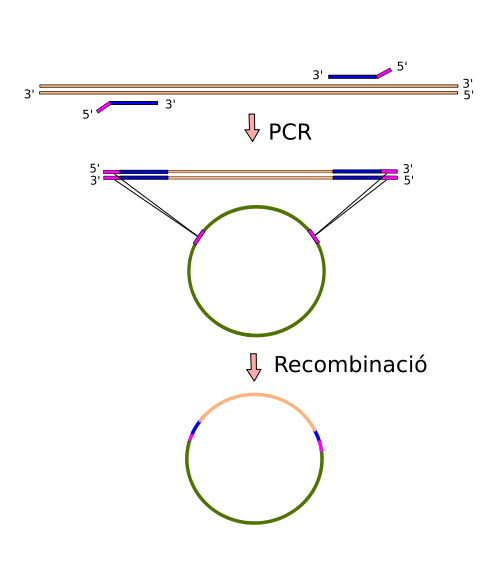
Clonació d'un segment d'ADN mitjançant l'amplificació amb encebadors que contenen una seqüència apta per la recombinació dirigida amb un plasmidi.

Una aplicació extremament important de la PCR és la clonació de seqüències d'ADN en vectors, com per exemple plasmidis. Per fer-ho, s'empren encebadors que contenen a l'extrem 5' una seqüència curta que permet la interacció posterior amb una altra de complementària situada al vector de clonació emprat. Per exemple, es pot incloure una diana de restricció en aquests encebadors de manera que, si aquesta no existia prèviament al fragment i és única al vector, es pugui efectuar un lligament mitjançant la ligasa T4 després de la digestió d'ambdós elements amb l'enzim de restricció apropiat. Un altre mètode assimilable a aquesta via és l'ús de la recombinació dirigida, és a dir, s'afegeix al 5' dels encebadors una seqüència que permet a una recombinasa la recombinació dirigida amb un vector donat.

### Medicina
En medicina, la PCR s'utilitza fonamentalment com a eina de diagnòstic (Coleman i Tsongalis, 2006):
- Permet genotipar l'espècie o espècies que provoquen un determinat quadre infecciós: per fer-ho, s'amplifica una zona del genoma bacterià amb un producte de PCR que tingui unes característiques de mida o temperatura de fusió que permetin identificar-lo de forma inequívoca. En el cas d'infeccions víriques que impliquen la integració del genoma del patogen a l'ADN de l'hoste, com en la infecció per VIH, la PCR quantitativa possibilita la determinació de la càrrega vírica existent i, per tant, l'estadi de la malaltia.[39]
- La PCR també es pot fer servir en revisions mèdiques rutinàries, com en els serveis de donants de sang. Mitjançant aquesta tècnica es poden detectar infeccions perilloses en el donant (com VIH o hepatitis B) mentre encara es troben en el període d'incubació. Donada la sensibilitat dels tests de PCR, es poden prendre mostres col·lectives (per exemple, 96 proves individuals). Si una d'aquestes mostres col·lectives dona positiu, se'n prenen mostres progressivament més petites fins que es troba el causant.
- El diagnòstic de malalties hereditàries presents en el genoma és un procés llarg i complicat que s'escurça significativament gràcies a la PCR. Cadascun dels gens prova es pot amplificar mitjançant els seus encebadors corresponents i posteriorment se'l pot seqüenciar per detectar l'existència de mutacions.

### Paleontologia, antropologia biològica i ciències forenses
Els camps de la paleontologia, la medicina i l'antropologia biològica i forense s'han vist enormement beneficiats per aquesta tècnica, car tots ells construeixen sovint els seus coneixements gràcies a restes o empremtes d'éssers vius. L'ADN és un dels materials biològics que pot proporcionar més informació. La relativa estabilitat de l'ADN permet que, tot i fragmentat, es conservi durant períodes llargs si les condicions són propícies. A vegades les mostres intactes amb les quals es pot comptar són extraordinàriament petites o estan deteriorades. La PCR resol dos problemes i proporciona quantitats útils per anàlisis posteriors. En primer lloc augmenta la quantitat de material recuperat a partir de mostres escasses, car en teoria n'hi ha prou amb una sola molècula perquè el procés es pugui produir. A causa de la naturalesa de la tècnica i el seu objectiu d'amplificar fragments petits, aquesta fragmentació no impedeix que l'ADN pugui ser emprat com a motlle per una reacció de PCR.
En paleontologia i antropologia, la PCR permet recuperar les escasses quantitats d'ADN que encara no s'han degradat. Alguns llocs on l'ADN pot quedar preservat són la brea, les cendres volcàniques, l'ambre, nuclis de gel polar històrics o glaceres i ambients àrids, sediments, així com en els cristalls d'apatita de restes d'esquelet. D'aquesta manera esdevé possible caracteritzar cadàvers, fòssils o altres restes mitjançant l'anàlisi del genotip per anàlisi de microsatèl·lits o fins i tot genomes de tàxons extints amplificats per mitjà d'aquest mètode, com per exemple els realitzats mitjançant l'ADN genòmic de l'home de Neandertal. L'objectiu és utilitzar aquest ADN amplificat per fer estudis filogenètics, etnogràfics o de poblacions mitjançant la comparació de seqüències d'ADN, així com l'estudi de les causes de la separació evolutiva de dues espècies.
En les ciències forenses, s'empra per establir la filiació d'una persona o per obtenir proves a partir de mostres mínimes deixades per l'autor d'un crim, com per exemple saliva, semen o altres restes de teixits.

### Agronomia i diversitat
Igual que la PCR multiplex permet crear empremtes genètiques d'individus concrets, dins del marc de la genètica forense hi ha mètodes basats en la PCR que permeten discernir entre grups infraespecífics de conreus d'interès agronòmic, per exemple, de cultivars. Per fer-ho, s'empren oligonucleòtids de mida prou petita perquè encebin de forma relativament inespecífica, però sempre de manera que produeixin un patró de bandes discret i interpretable. D'aquesta manera, la pauta obtinguda després de l'electroforesi dels fragments tendeix a agrupar els individus més semblants entre ells, que tenen un comportament similar, separant-los d'aquells dels quals difereixen.